# Iván Ildikó
Iván Ildikó (Budapest, 1959. január 24. –) magyar opera-énekesnő, (szoprán), színésznő, Görgey Gábor író felesége.

## Életpályája
A Zeneakadémia debreceni tagozatán 1980-ban fuvolaművészi, 1984-ben énekesi, 2004-ben művésztanári diplomát szerzett. 1984-ben a Szegedi Nemzeti Színház szerződtette. Ösztöndíjat kapott a Cziffra- és az Eötvös Alapítványtól. Több nemzetközi énekverseny díjazottja. 1984-ben a karlovy vary-i énekverseny első díját hozta el. Egy évvel később Szófiában egy énekversenyen ért el sikert, aminek eredménye a szófiai operaház szerződése volt. 1988-ban megnyerte a stuttgarti Geszty Szilvia-koloratúrversenyt, ezt követően négy évre a bonni operaház szerződtette. Zenés szerepei mellett játszik prózai darabokban is. Magánéletében festészettel foglalkozik, férje könyveit is illusztrálja. Solymáron él.

## Díjai
- Vaszy Viktor-díj (1986)[3]
- Kisújszállás díszpolgára (2019)[4]

## Főbb színházi szerepei
- Donizetti: Lammermoori Lucia... Lucia
- Donizetti: Don Pasquale... Norina
- Donizetti: Szerelmi bájital... Gianetta
- Donizetti: Rita... Rita
- Mozart: Così fan tutte...Fiordiligi
- Mozart: A varázsfuvola.. Az Éj királynője
- Telemann: A türelmes Szokratész... Edronica
- Giuseppe Verdi: Rigoletto... Gilda
- Verdi: Simon Boccanegra... Amelia Grimaldi
- Verdi: Az álarcosbál... Oscar
- Verdi: Nabucco... Anna, Zakariás nővére
- Pietro Mascagni: Parasztbecsület... Lola
- Ruggero Leoncavallo: Bajazzók...  Nedda
- Charles Gounod: Faust... Siebel
- Georges Bizet: Carmen... Michaela
- Richard Strauss: A rózsalovag... Marianne
- Erkel Ferenc: Hunyadi László... Gara Mária
- Erkel Ferenc: Bánk bán... Melinda
- Kálmán Imre: Marica grófnő... Marica (német nyelven)
- Kálmán Imre: A montmartre-i ibolya... Ninon (német nyelven)
- Kálmán Imre: Csárdáskirálynő... Vereczky Szilvia
- Kacsóh Pongrác: János vitéz... Iluska
- Lehár Ferenc: Luxemburg grófja... Fleury
- Lehár Ferenc: A víg özvegy... Glavari Hanna
- Jacques Offenbach: Hoffmann meséi...Olympia; Antonia; Múzsa
- Arisztophanész: Madarak... Fülemüle
- Beaumarchais: Figaro házassága... Marceline (házvezetőnő)
- Carl Zeller: A madarász... Adelaide bárónő
- Dan Gogging: Non(n)sens... Maria Regina nővér (Tisztelendő Anya)
- Karel Čapek: Fehér kór... Tábornagy
- Noël Coward: Akt hegedűvel... Anna Pavlikova, szobrászművész
- Nyirő József: A próféta... Heródiás
- Szabó Magda: Abigél... Erzsébet testvér
- Heltai Jenő: A néma levente... Gianetta
- Görgey Gábor: Ünnepi ügyelet... Angéla nővér
- Görgey Gábor–Vörösmarty Mihály: Handabasa avagy a fátyol titka... Katica, veterán nyelvújító
- Görgey Gábor–Madarász Iván: Utolsó keringő... Asszony
- Görgey Gábor: Tükörjáték... Teréz, Terka, Thérese
- Görgey Gábor: Huzatos ház... Bellákné
- Görgey Gábor: Bulvár... Alkonyi Glória, díva
- Moravetz Levente: Zrínyi 1566... Nádasdyné, a nádor özvegye
- Pozsgai Zsolt: Szerelmes etűdök... Constanze

## F ilmek, tv
- Mozart: Cosi fan tutte  (színházi előadás tv-felvétele, 1988)
- Rökk Marica grófnő (1995)
- Görgey Gábor: Ünnepi ügyelet (színházi előadás tv-felvétele)
- Görgey Gábor: Tükörjáték (színházi előadás tv-felvétele)